# Jacaranda grandifoliolata
Jacaranda grandifoliolata es una especie de bignoniácea arbórea del género Jacaranda, familia Bignoniaceae.
Es nativa del nordeste de Brasil.